# Perrigny-sur-Loire
Perrigny-sur-Loire este o comună în departamentul Saône-et-Loire, Franța. În 2009 avea o populație de 149 de locuitori.

## Evoluția populației
| An        | 1975 | 1982 | 1990 | 1999 | 2006 | 2009 |
| --------- | ---- | ---- | ---- | ---- | ---- | ---- |
| Populație | 224  | 181  | 153  | 130  | 146  | 149  |